# Joanna Felipe Torres
Joanna Alejandra Felipe Torres (15 de septiembre de 1984) es una política y abogada mexicana, miembro del Partido Acción Nacional (PAN). Fue diputada federal para el periodo de 2021 a 2024 y es diputada al Congreso del Estado de México para el periodo de 2024 a 2027.

## Biografía
Es licenciada en Derecho por la Universidad Nacional Autónoma de México, tiene una maestría en Derecho Administrativo y Fiscal por la Facultad de Derecho de la Barra Nacional de Abogados; así como diplomados en Reforma Política; Instituciones, Procesos y actores políticos; Cabildeo y Negociación política; Derecho Electoral; y, Derecho Procesal Electoral.
Realizó su carrera política en la estructura nacional del PAN, fungiendo como representante suplente ante el Consejo General del Instituto Nacional Electoral, directora Jurídica de Asuntos Internos de la Coordinación General Jurídica del comité ejecutivo nacional, y secretaria técnica de la Coordinación Nacional de Diputados Locales del mismo comité nacional del PAN.
Además fue asesora legislativa en el Congreso del Estado de México y secretaria técnica en la Cámara de Diputados.
En 2021 fue elegida diputada federal por el Distrito 7 del estado de México, al recibir el 46.21% de los votos, frente al 36.68% de su competidora de Morena, Xóchitl Zagal Ramírez. En la LXV Legislatura que concluyó en 2024, fue secretaria de la comisión de Puntos Constitucionales; así como integrante de las comisiones de Igualdad de Género; y de Movilidad.
Cobró notoriedad en los medios, debido a que el 10 de junio de 2022 se dio a conocer el linchamiento y muerte de un joven llamado Daniel Picazo en la comunidad de Papatlazolco del estado de Puebla, quien se había desempeñado con anterioridad como su asesor.
En las elecciones estatales de 2024 fue elegida diputada local por el principio de representación proporcional, a la LXII Legislatura del Congreso del Estado de México. En ella es presidenta de la comisión de Familia y Desarrollo Humano; procesecretaria de la comisión de Declaratorias de Alerta de Violencia de Género contra las Mujeres por Feminicidio y Desaparición; e integrante de las comisiones de Apoyo y Atención a las Personas Migrantes; de Planificación Demográfica; de Seguridad Pública y Tránsito; de Electoral y de Desarrollo Democrático; y, de Igualdad de Género.